# Tomé II de Jerusalém
Tomé II de Jerusalém foi o patriarca de Jerusalém entre 969 e 978. Ele continuou a restauração da Igreja do Santo Sepulcro. Seu episcopado coincidiu com os primeiros anos das chamadas "guerras fatímidas" na Palestina.